# Totoro jezik
Totoro jezik (ISO 639-3: ttk), gotovo izumrli ili izumrli jezik Totoro Indijanaca oko 17 kilometara zapadno od kolumbijskog gradića Silvia, u naselju Totoro.
Etnička grupa beroji oko 4130 pripadnika, ali samo četvorica (Arango and Sánchez 1998) govore totorskim jezikom. Zajedno s jezikom guambiano [gum] čini coconucansku skupinu.

## Vanjske poveznice
- Ethnologue (14th)
- Ethnologue (15th)